# Centro Estadual de Capacitação em Artes Guido Viaro
O Centro Estadual de Capacitação em Artes Guido Viaro é uma escola de arte brasileira, situada em Curitiba, Paraná. 

## História
O Centro foi criado em 1886 como "Escola de Artes e Indústrias do Paraná" para ser uma escola de desenho e pintura, por iniciativa de apresentado por Antonio Mariano de Lima. Em agosto de 1917, passou a denominar-se "Escola Profissional Feminina" oferecendo, além de desenho e pintura, cursos de corte e costura, flores, bordado, pintura em tecido e artes do toucador que, no contexto cultural da época, faziam parte da formação da mulher.
Em 1933, sua denominação foi alterada para "Escola Profissional Feminina República Argentina" como homenagem do Interventor Manoel Ribas ao cônsul da Argentina, que estava em visita ao Estado do Paraná. Em suas primeiras décadas de funcionamento, foram mestres: Alfredo Andersen, João Turin, Maria Amélia D’Assumpção, Inocência Falce, Guido Viaro, Zaco Paraná, Mariana Coelho, dentre outros.
Na década de 1970, nova mudança de denominação, agora para "Escola Estadual Profissional República Argentina" e, adaptando-se às transformações dos valores sócio-culturais, foi se moldando às novas necessidades da comunidade e o ensino profissionalizante passou a ser o ponto alto da reforma educacional. Nesta ocasião, os professores da escola passaram a ministrar, também, aulas de formação especial aos alunos das escolas públicas centrais da cidade.
Em 3 de junho de 1992, a escola mudou novamente seu nome e foi reestruturada com a finalidade de resgatar suas origens como escola de arte e, na ocasião, como homenagem ao precursor da Arte-Educação no Estado e grande mestre da pintura, Guido Viaro, passou a denominar-se "Centro de Artes Guido Viaro”". Em 2005, complementou-se a nomenclatura para "Centro Estadual de Capacitação em Artes Guido Viaro".

## Atualidade
Na atualidade, oferece cursos de arte educação nas cinco linguagens artísticas: artes visuais, dança, literatura infanto-juvenil, música e teatro, para professores do ensino infantil, ensino especial, ensino fundamental, ensino médio e para alunos dos cursos de pedagogia, magistério e magistério superior.
Mantém também cursos livres semestrais para pessoas da comunidade em geral: curso preparatório para faculdades de artes plásticas, desenho e pintura, desenho básico e teatro.